# Frank Ronstadt
Frank Ronstadt (Amburgo, 21 luglio 1997) è un calciatore tedesco, difensore o centrocampista del Kaiserslautern.

## Carriera

### Club
Ha giocato nella prima divisione tedesca.

### Nazionale
Ha giocato nelle nazionali giovanili tedesche Under-16, Under-17 ed Under-19.

## Statistiche

### Presenze e reti nei club
Statistiche aggiornate al 15 novembre 2022.
| Stagione                | Squadra                 | Campionato              | Campionato | Campionato | Coppe nazionali | Coppe nazionali | Coppe nazionali | Coppe continentali | Coppe continentali | Coppe continentali | Altre coppe | Altre coppe | Altre coppe | Totale | Totale |
| Stagione                | Squadra                 | Comp                    | Pres       | Reti       | Comp            | Pres            | Reti            | Comp               | Pres               | Reti               | Comp        | Pres        | Reti        | Pres   | Reti   |
| ----------------------- | ----------------------- | ----------------------- | ---------- | ---------- | --------------- | --------------- | --------------- | ------------------ | ------------------ | ------------------ | ----------- | ----------- | ----------- | ------ | ------ |
| mar.-mag. 2016          | Amburgo II              | RL                      | 8          | 0          | -               | -               | -               | -                  | -                  | -                  | -           | -           | -           | 8      | 0      |
| 2016-2017               | Amburgo II              | RL                      | 22         | 0          | -               | -               | -               | -                  | -                  | -                  | -           | -           | -           | 22     | 0      |
| 2017-2018               | Amburgo II              | RL                      | 23         | 4          | -               | -               | -               | -                  | -                  | -                  | -           | -           | -           | 23     | 4      |
| Totale Amburgo II       | Totale Amburgo II       | Totale Amburgo II       | 53         | 4          |                 | -               | -               |                    | -                  | -                  |             | -           | -           | 53     | 4      |
| 2018-2019               | Werder Brema II         | RL                      | 30         | 0          | -               | -               | -               | -                  | -                  | -                  | -           | -           | -           | 30     | 0      |
| 2019-2020               | Kickers Würzburg        | 3.L                     | 28         | 0          | CG              | 0               | 0               | -                  | -                  | -                  | -           | -           | -           | 28     | 0      |
| 2020-2021               | Kickers Würzburg        | 2.BL                    | 24         | 2          | CG              | 1               | 0               | -                  | -                  | -                  | -           | -           | -           | 25     | 2      |
| Totale Kickers Würzburg | Totale Kickers Würzburg | Totale Kickers Würzburg | 52         | 2          |                 | 1               | 0               |                    | -                  | -                  |             | -           | -           | 53     | 2      |
| 2021-2022               | Darmstadt               | 2.BL                    | 14         | 0          | CG              | 0               | 0               | -                  | -                  | -                  | -           | -           | -           | 14     | 0      |
| 2022-2023               | Darmstadt               | 2.BL                    | 16         | 2          | CG              | 2               | 0               | -                  | -                  | -                  | -           | -           | -           | 18     | 2      |
| Totale Darmstadt        | Totale Darmstadt        | Totale Darmstadt        | 30         | 2          |                 | 2               | 0               |                    | -                  | -                  |             | -           | -           | 32     | 2      |
| Totale carriera         | Totale carriera         | Totale carriera         | 265        | 8          |                 | 3               | 0               |                    | -                  | -                  |             | -           | -           | 268    | 8      |